# مارکوس هاتر
مارکوس هاتر (انگلیسی: Marcus Hutter؛ زادهٔ ۱ ژانویهٔ ۱۹۶۷) دانشمند در زمینه هوش مصنوعی اهل استرالیا است.